# 馬魯什夫卡
50°32′41″N 27°46′20″E / 50.54472°N 27.77222°E
馬魯什夫卡（烏克蘭語：Марушівка），是烏克蘭北部的村莊，隸屬日托米爾州的茲維亞赫爾區。該村始建於1701年，面積1.12平方公里，海拔高度213米，2001年人口231人，人口密度每平方公里206.07人。